# Ermita de la Virgen del Bustar
La ermita de la Virgen del Bustar es un inmueble del municipio de Carbonero el Mayor, en la provincia de Segovia.

## Descripción
El santuario, en el que se venera a la Virgen del Bustar, se encuentra en el término municipal de Carbonero el Mayor, en la provincia de Segovia. Aparece descrito en el cuarto volumen del Diccionario geográfico-estadístico-histórico de España y sus posesiones de Ultramar de Pascual Madoz con las siguientes palabras:

BUSTAR (Ntra. Sra. del): santuario en la prov. y part. jud. de Segovia, térm. jurisd. de Carbonero el Mayor: sit. en un hermoso llano plantado de viñas, en el que se ven tambien algunos ant. y corpulentos olmos, y á las inmediaciones del r. Piron en un punto denominado los Nares: la igl. es de regular capacidad y muy sencilla; pero alegre y clara: unido á ella hay una casa hospederia de 2 pisos con sus correspondientes cuartos en uno y otro, para los curas, demas sirvientes y escribano, comisario y municipales, y un tránsito ó claustro con capacidad suficiente para refugiarse de la intemperie en dias de romeria 400 á 500 personas. Nadie tiene residencia fija en el santuario; sin embargo hay siempre un sugeto encargado de su cuidado, y de pasar á encender la lámpara los sábados y visperas de las principales festividades.
(Madoz, 1846, p. 677)